# Parlement hongrois
Le Parlement hongrois (en hongrois : Parlament ou Országház) est un vaste bâtiment, inauguré au début du XXe siècle, situé sur la rive orientale du Danube à Budapest. Depuis 1902, il est le siège de l'Assemblée nationale de Hongrie et héberge à ce titre les services parlementaires ainsi que la Bibliothèque de l'Assemblée nationale de Hongrie (OGyK). 
Cet édifice, dont les volumes s'organisent autour du dôme central, possède une façade néo-gothique mais un plan au sol qui suit des conventions baroques. En 2010, il s'agit encore du plus grand bâtiment de Hongrie et d'un des plus grands parlements d'Europe avec 18 000 m2.

## Histoire
Budapest a été fondée en 1873 par l'union de Buda, Pest et Óbuda ; sept ans plus tard, l'Assemblée nationale de Hongrie décida de créer un nouveau bâtiment destiné à exprimer la souveraineté de la nation. Un concours fut lancé et l'architecte Imre Steindl (1839-1902) remporta la compétition avec un projet qui s'inspirait du palais de Westminster achevé à Londres en 1836. Mais les plans de deux autres candidats furent aussi réalisés : un pour le Palais de justice, l'autre pour le ministère de l'Agriculture, tous deux situés place Kossuth, en face du Parlement.
La construction commença en 1885 et le bâtiment fut inauguré à l'occasion du millénaire de la Hongrie en 1896. L'Assemblée nationale de Hongrie s'y réunit à partir de 1902, mais il ne fut achevé qu'en 1904. Imre Steindl devint aveugle et mourut avant.
Un millier de personnes environ travaillèrent à ce chantier, où furent utilisés 40 millions de briques, un demi-million de pierres semi-précieuses et 40 kg d'or.
Après la Seconde Guerre mondiale, l'Assemblée nationale de Hongrie fut réduite à une seule chambre et seule une partie du bâtiment est utilisée de nos jours. Le gouvernement communiste installa une étoile rouge au sommet du dôme, qui fut retirée en 1990. Le 23 octobre 1989, Mátyás Szűrös déclara la République de Hongrie depuis le balcon du parlement donnant sur la place Lajos Kossuth.

## Description
Comme le palais de Westminster, le Parlement hongrois possède une façade symétrique de style néogothique. Il est long de 268 m et large de 123 m, possède  10 cours intérieures, 13 ascenseurs, 27 portes, 29 escaliers et 691 pièces (dont plus de 200 bureaux). Avec un dôme haut de 96 m, c'est un des deux plus hauts bâtiments de Budapest avec la basilique Saint-Étienne de Pest. Le nombre 96 a été choisi pour rappeler le millénaire de la nation hongroise (1896) et son franchissement des Carpates en 896.

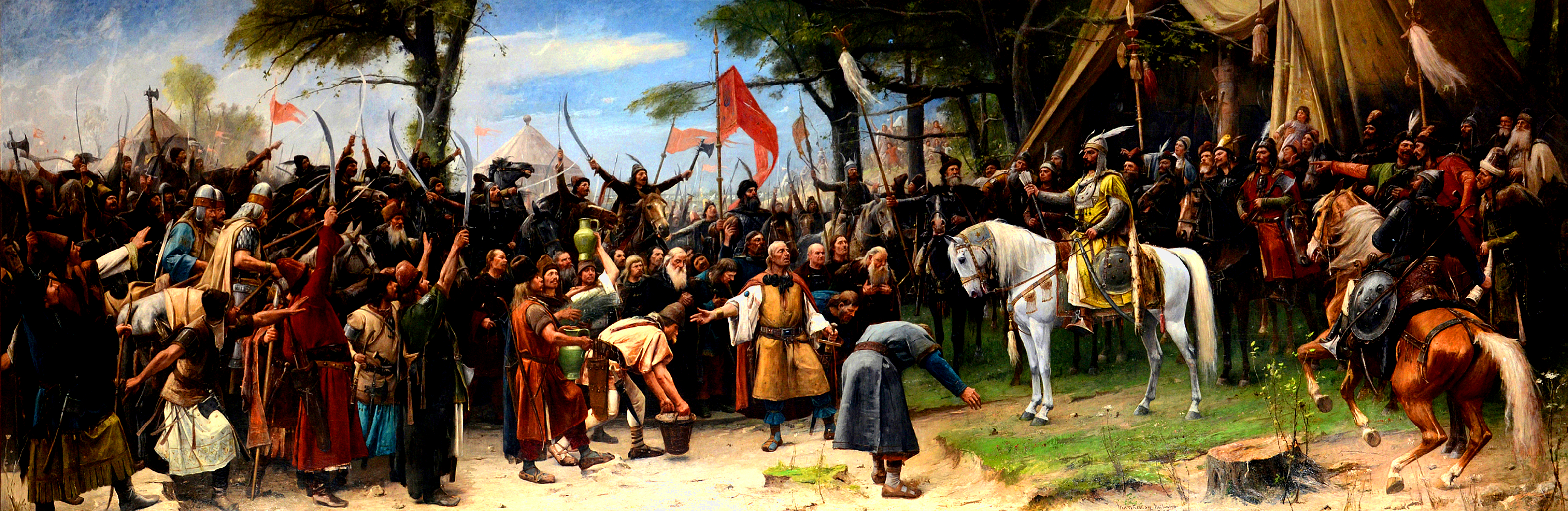
La Conquête du pays (1889-1893), a été commandée à Mihály Munkácsy pour le parlement.

La façade principale se trouve sur le Danube, mais l'entrée officielle est de l'autre côté, sur la place Kossuth, et communique avec l'escalier d'apparat. Les escaliers monumentaux de l'entrée principale sont encadrés par deux lions.
L'intérieur et l'extérieur sont décorés de 242 sculptures. Sur la façade sont disposées les statues des souverains de Hongrie, des souverains de la principauté de Transylvanie et de héros militaires du pays. Au-dessus des fenêtres se trouvent les armoiries des ducs et des rois. 
À l'intérieur, le visiteur découvre l'escalier d'honneur aux plafonds décorés de fresques de Károly Lotz et le buste de l'architecte Imre Steindl dans une niche du mur. Árpád, Étienne Ier et Jean Hunyadi y ont également leur statues.
Une des parties les plus spectaculaires du bâtiment est le hall central hexadécagonal (à seize côtés), et les immenses salles adjacentes : la chambre basse (où se réunit aujourd'hui l'Assemblée nationale de Hongrie) et la chambre haute (utilisée jusqu'en 1945). La couronne de saint Étienne est exposée dans le grand hall depuis 2000.
Des vitraux de Miksa Róth décorent les fenêtres.
Du fait de sa taille et de sa décoration abondante, le bâtiment est presque constamment en cours de rénovation.

## Transports
Le Parlement est desservi par la station Kossuth Lajos tér sur la ligne  du métro et par les lignes 2 et 2A du tramway. 

## Dans la culture populaire
- L'Országház peut être construit comme merveille mondiale dans le jeu vidéo Civilization VI (2016).

## Galerie

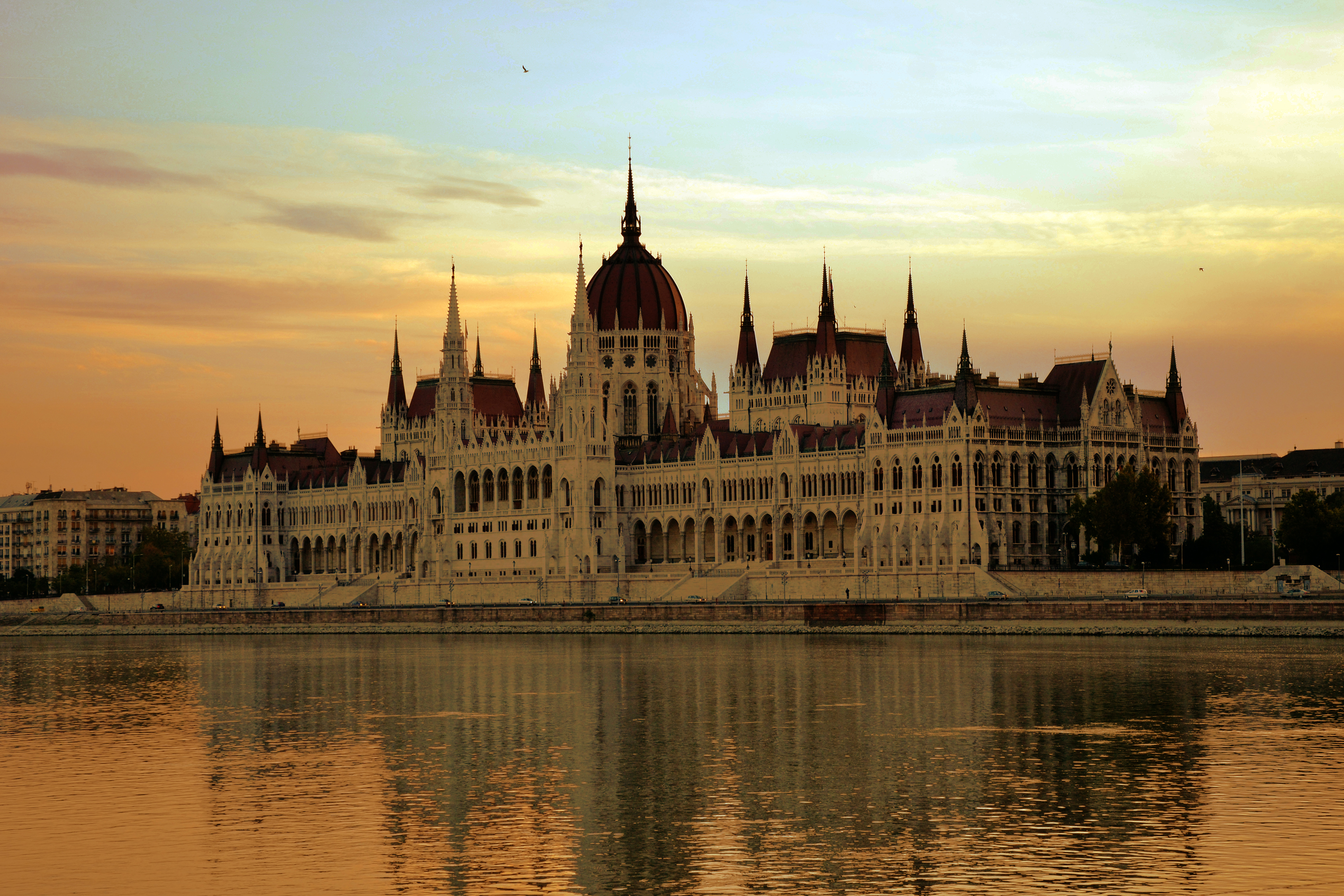
Le parlement et le Danube.
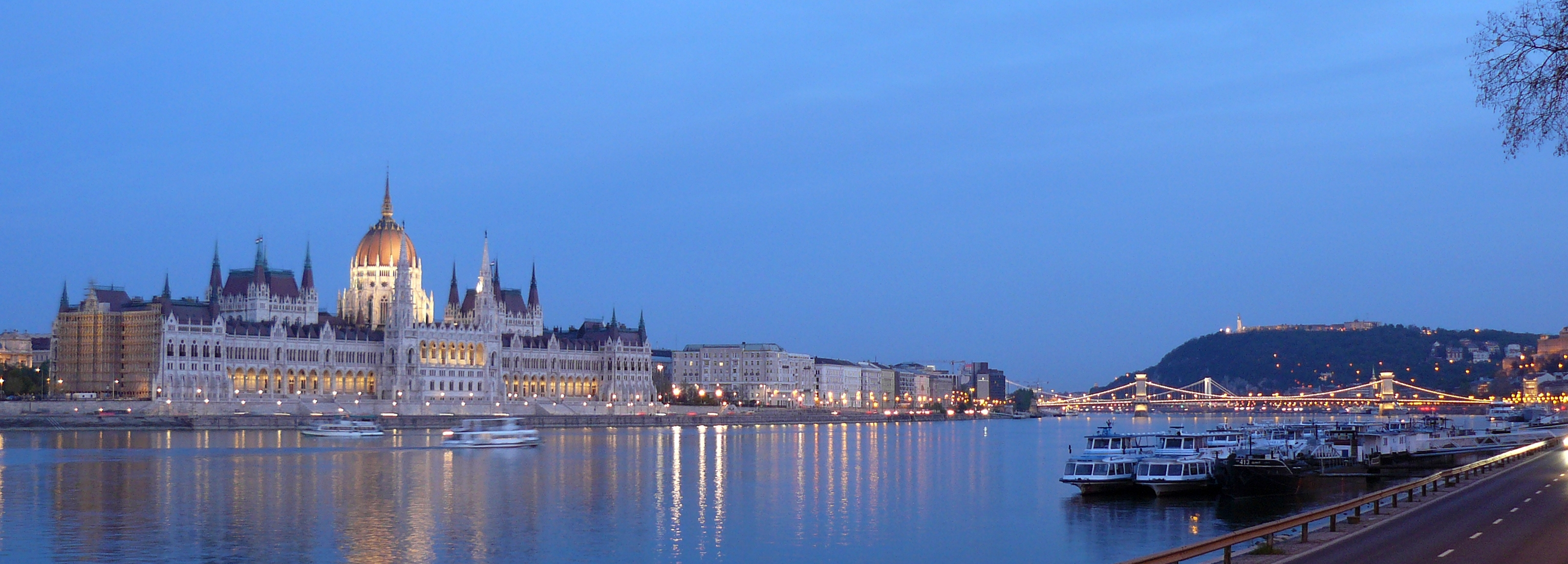
Vue depuis Buda.
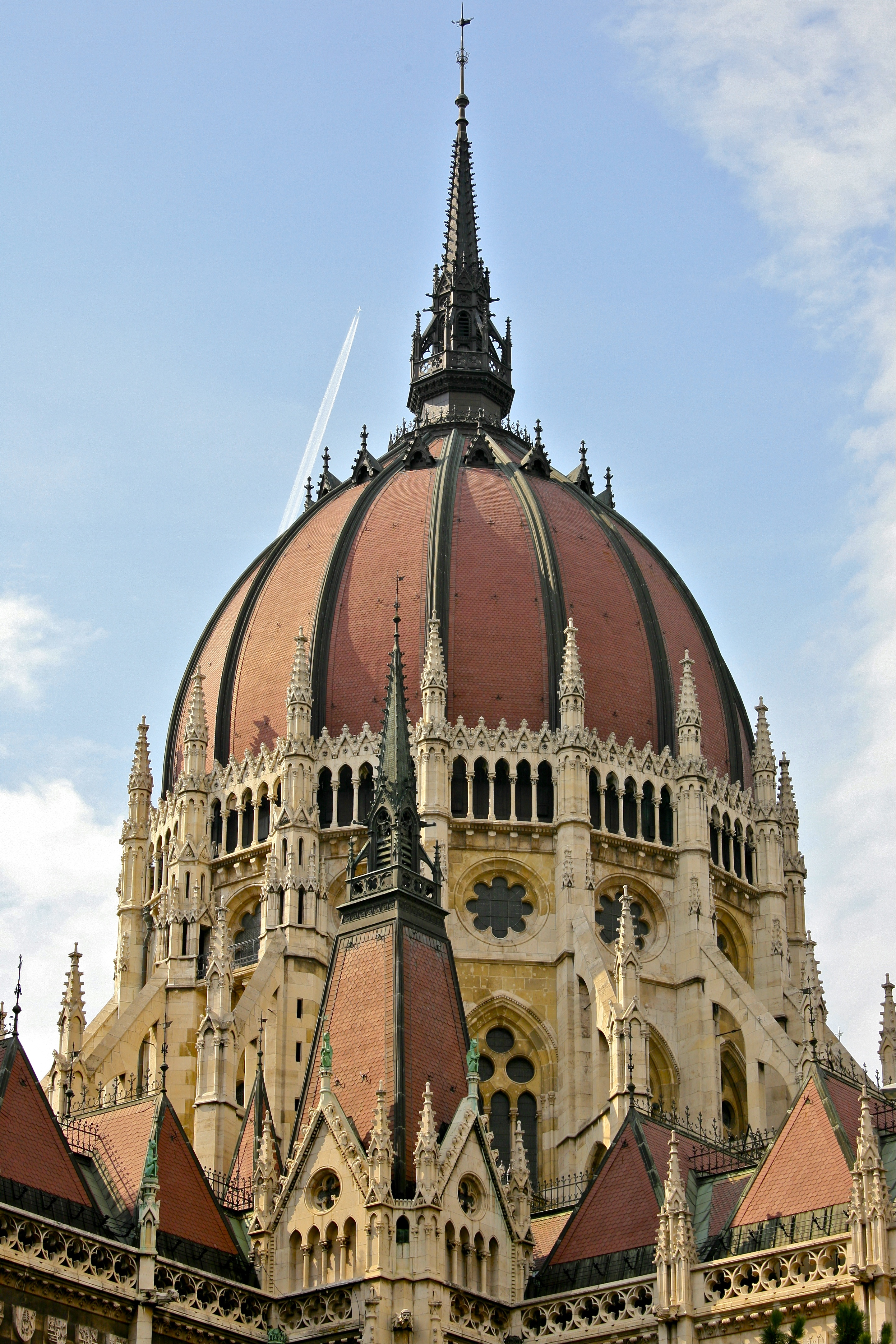
La coupole.
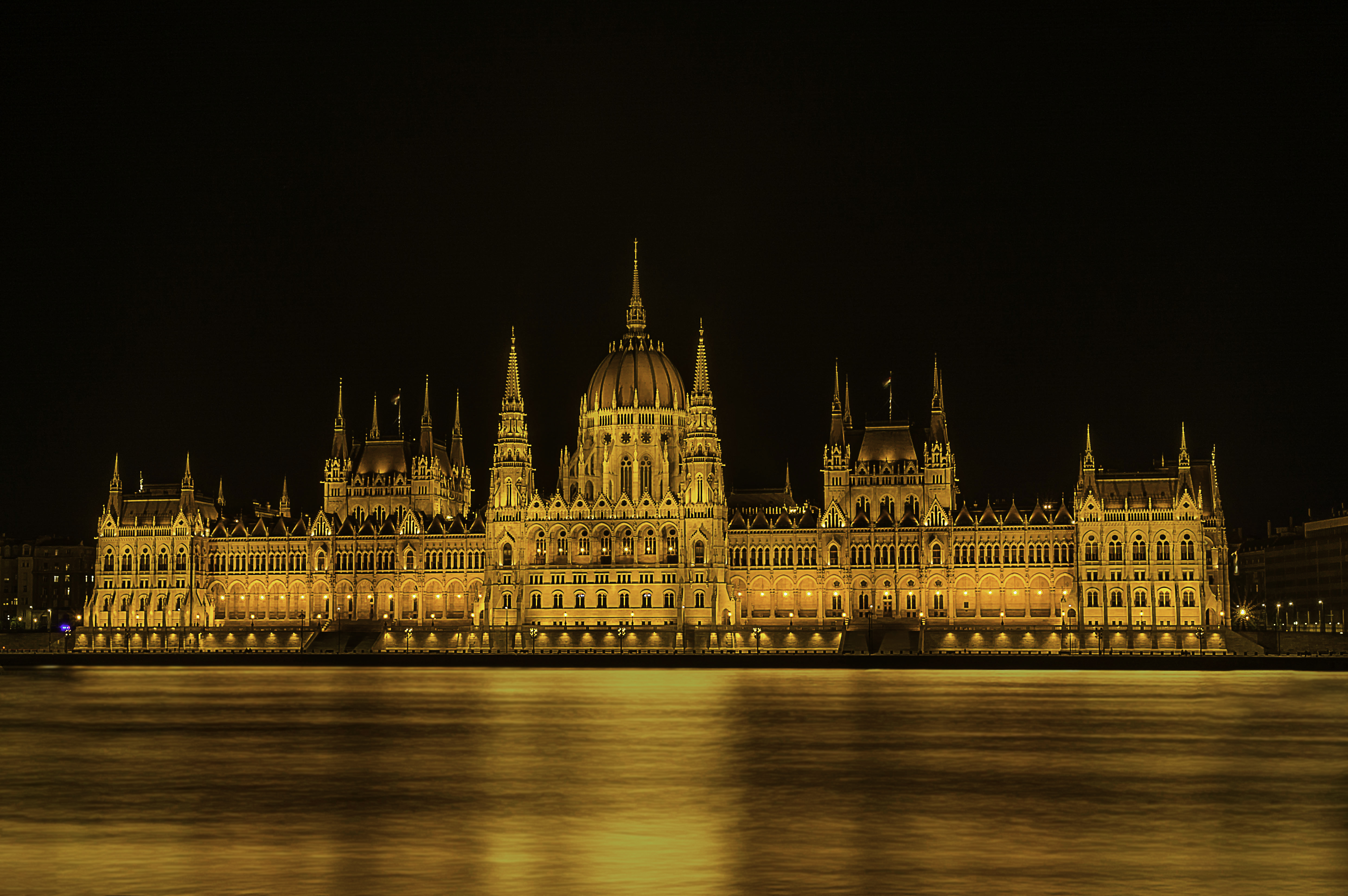
Le parlement illuminé.
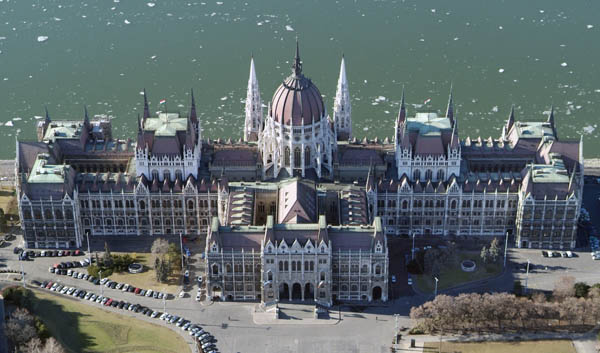
Vue aérienne du parlement.
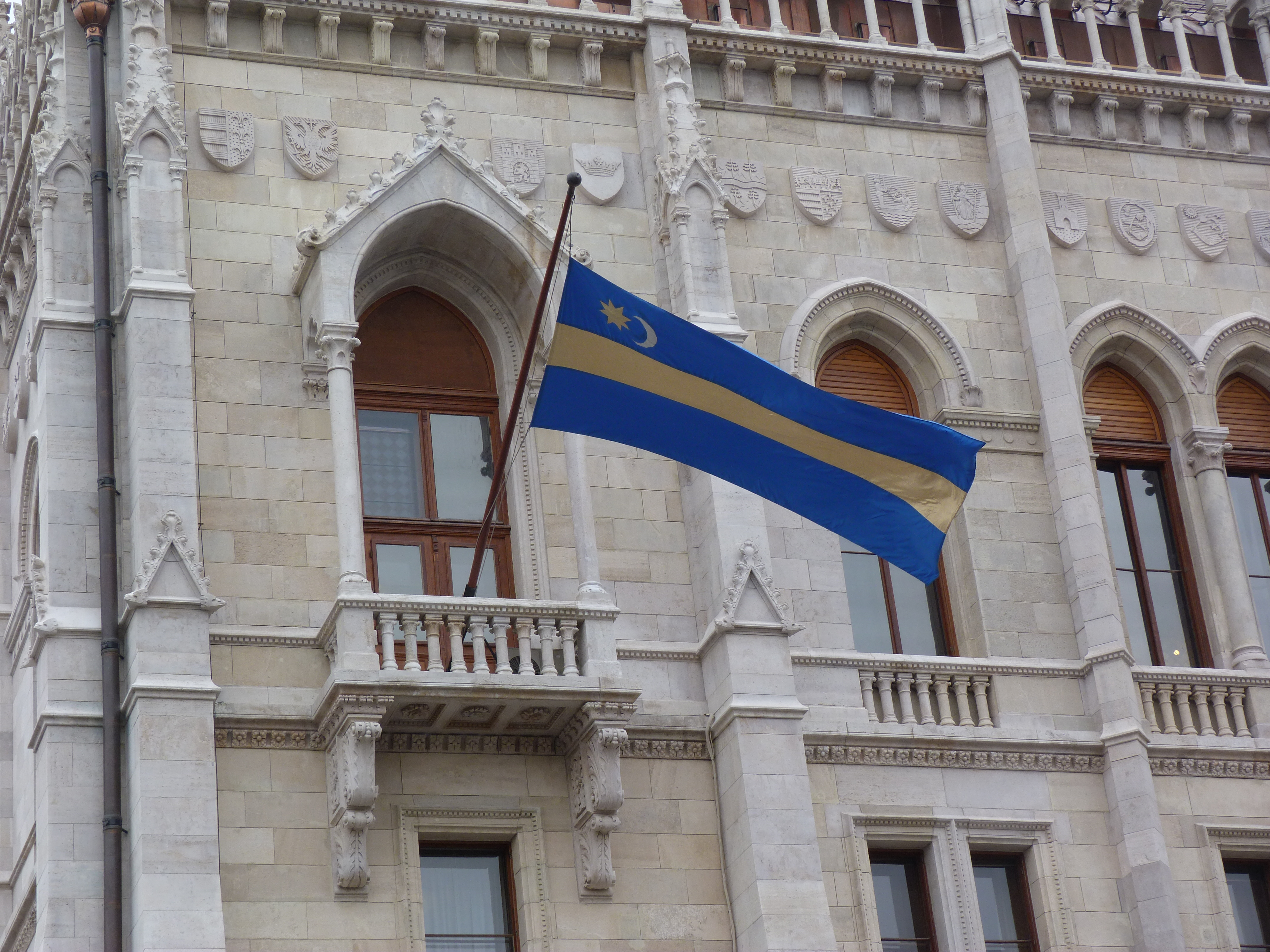
Drapeau sicule sur le parlement.
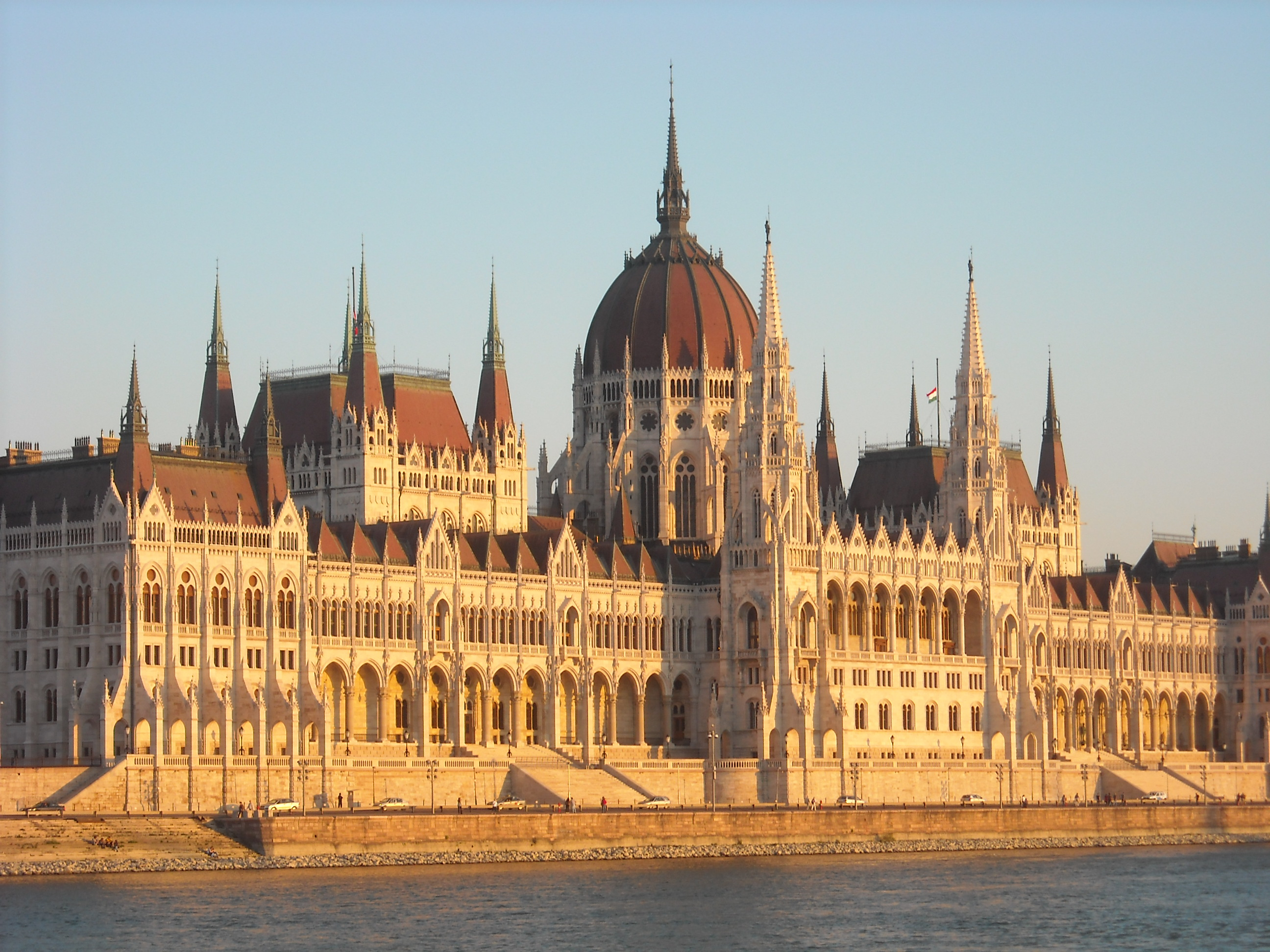
Le parlement hongrois le long du Danube.

## Images de l'intérieur

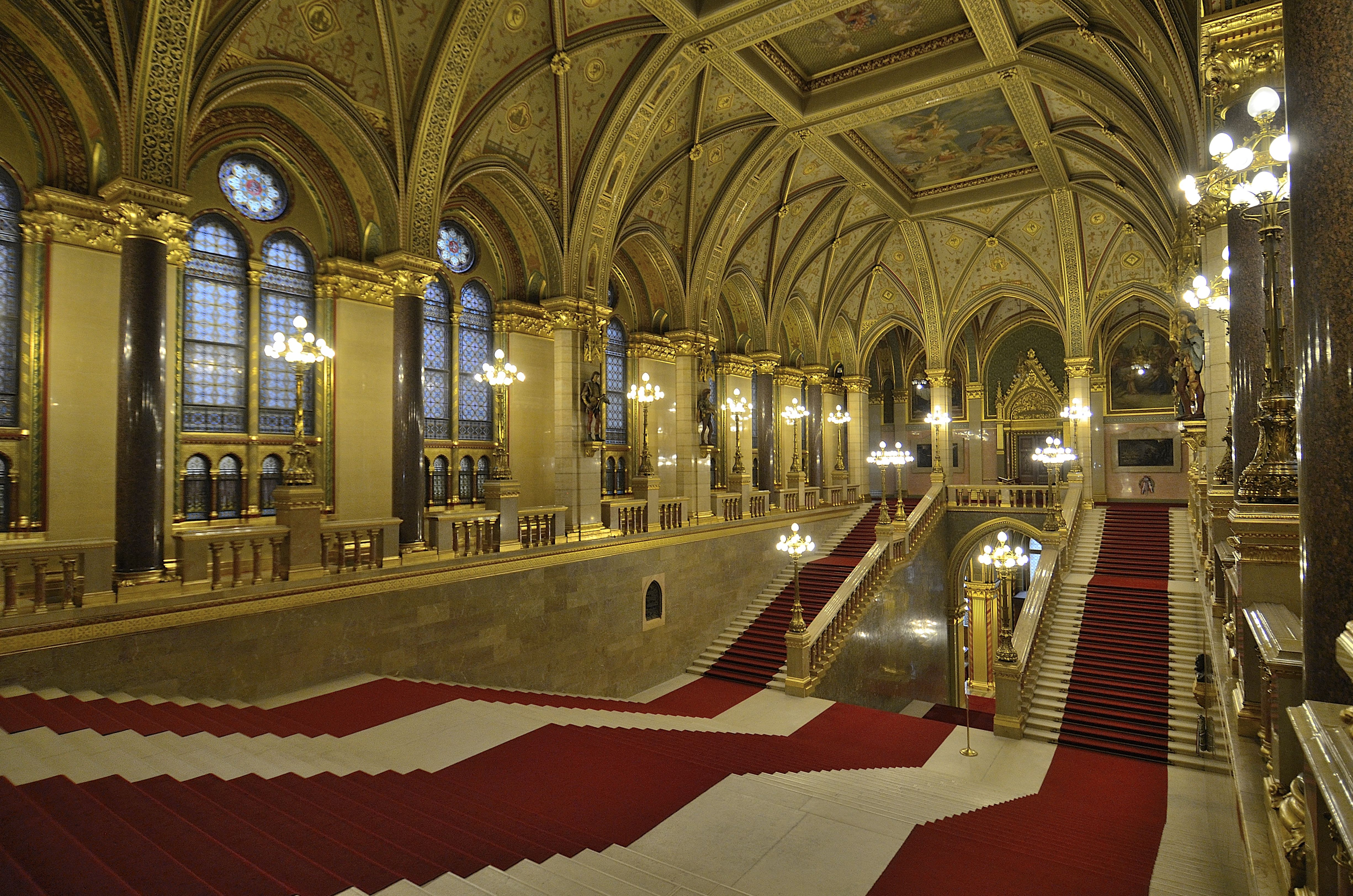
Escalier principal. Les meilleurs artistes de l'époque participèrent à la décoration intérieure : des fresques de Károly Lotz et des sculptures de György Kiss ornent l'escalier d'apparat.
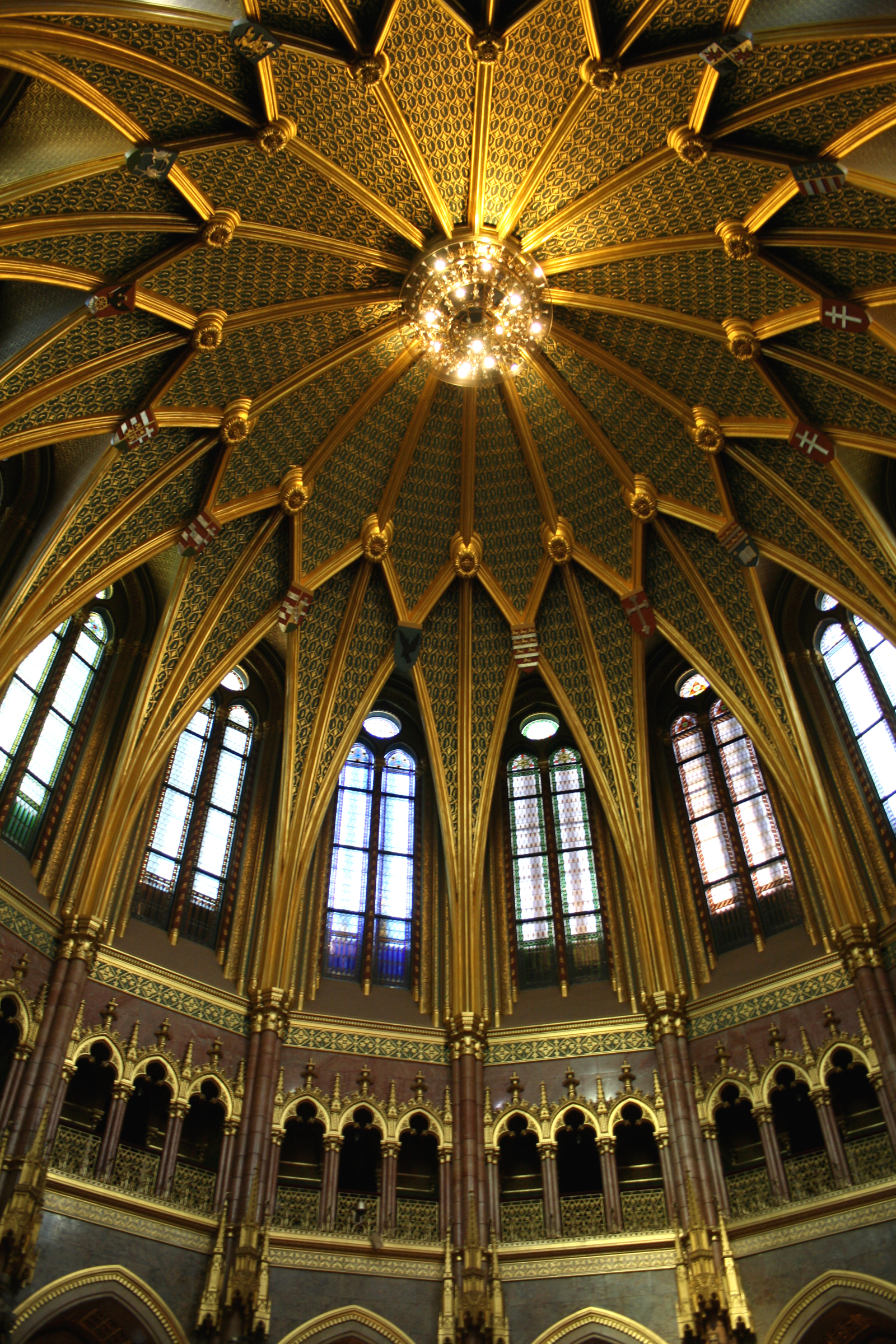
Dorures néo-gothiques et motifs héraldiques couvrent le plafond de la coupole.
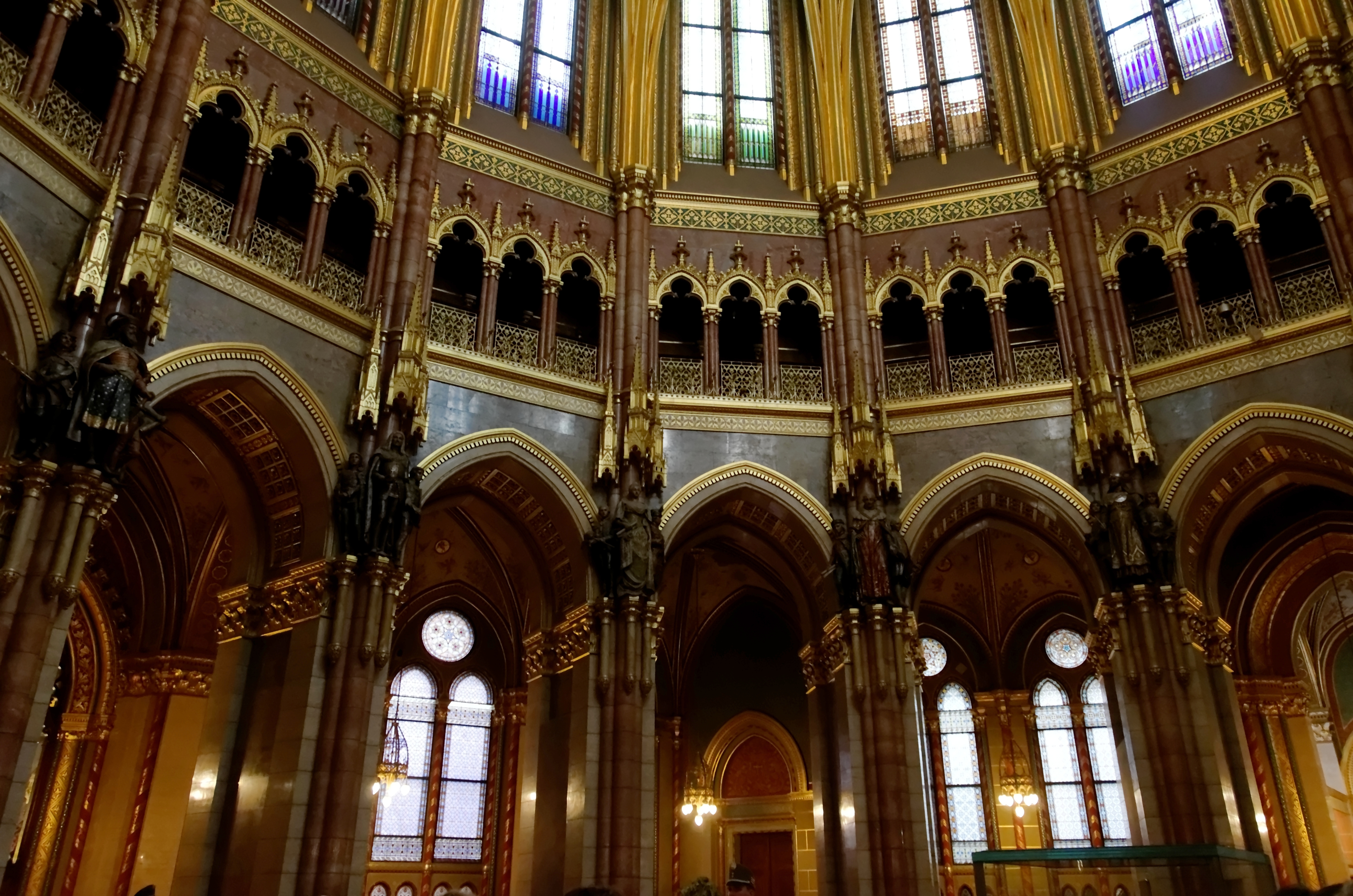
La salle de la coupole. Les statues de souverains hongrois ornent les piliers massifs soutenant le dôme.
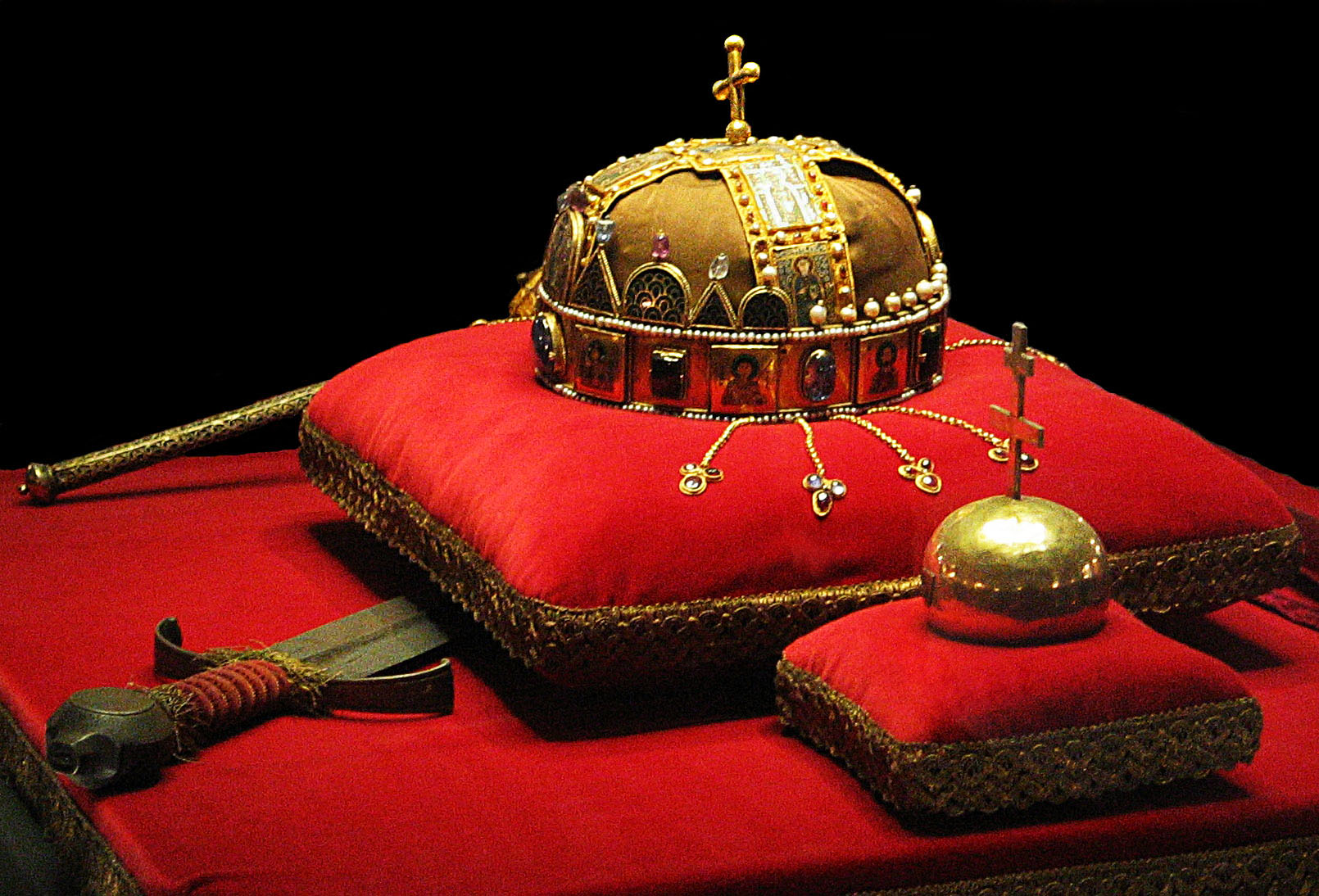
La couronne de saint Étienne est exposée sous le dôme.
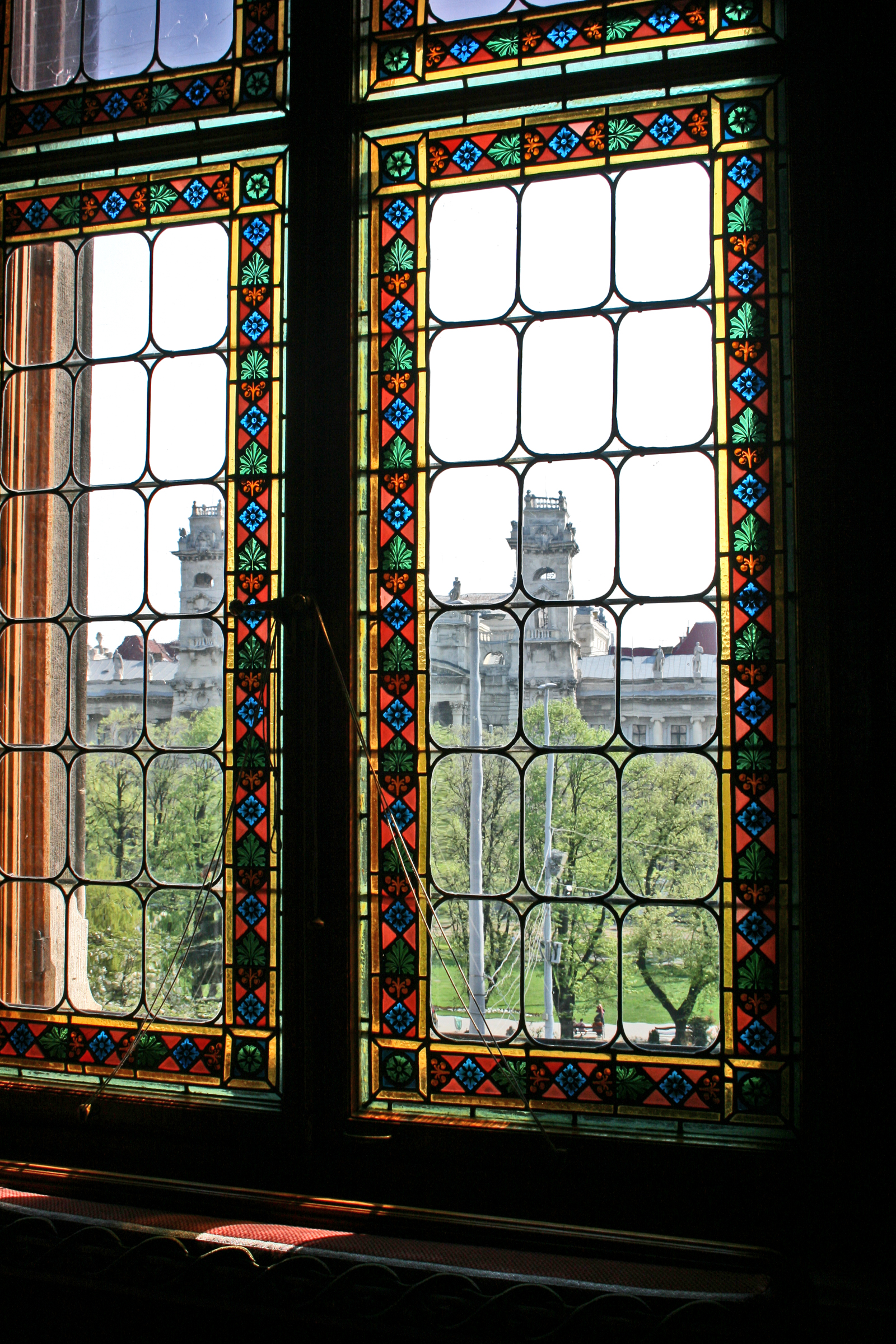
Vitraux de Miksa Róth.
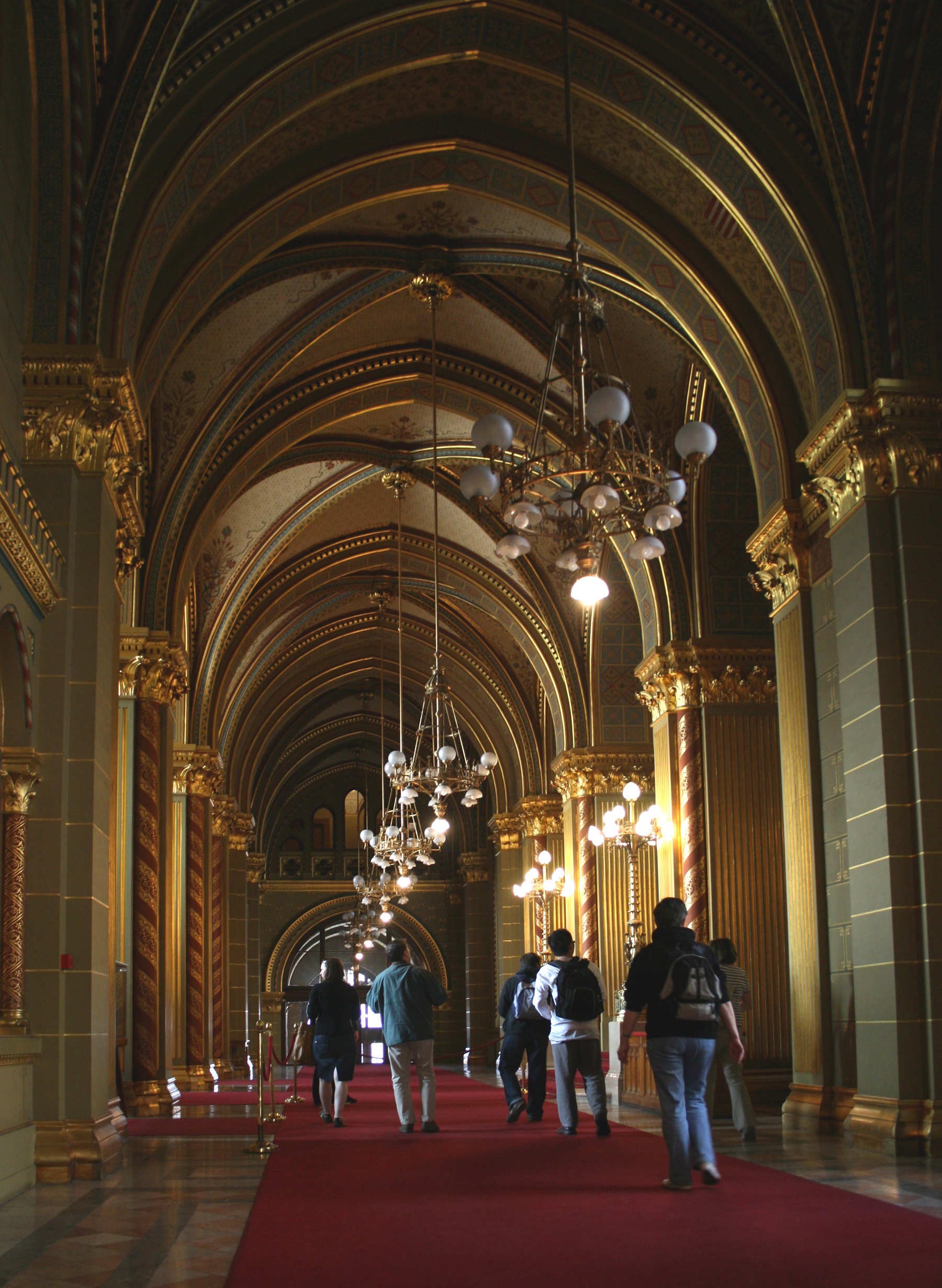
Intérieurs.
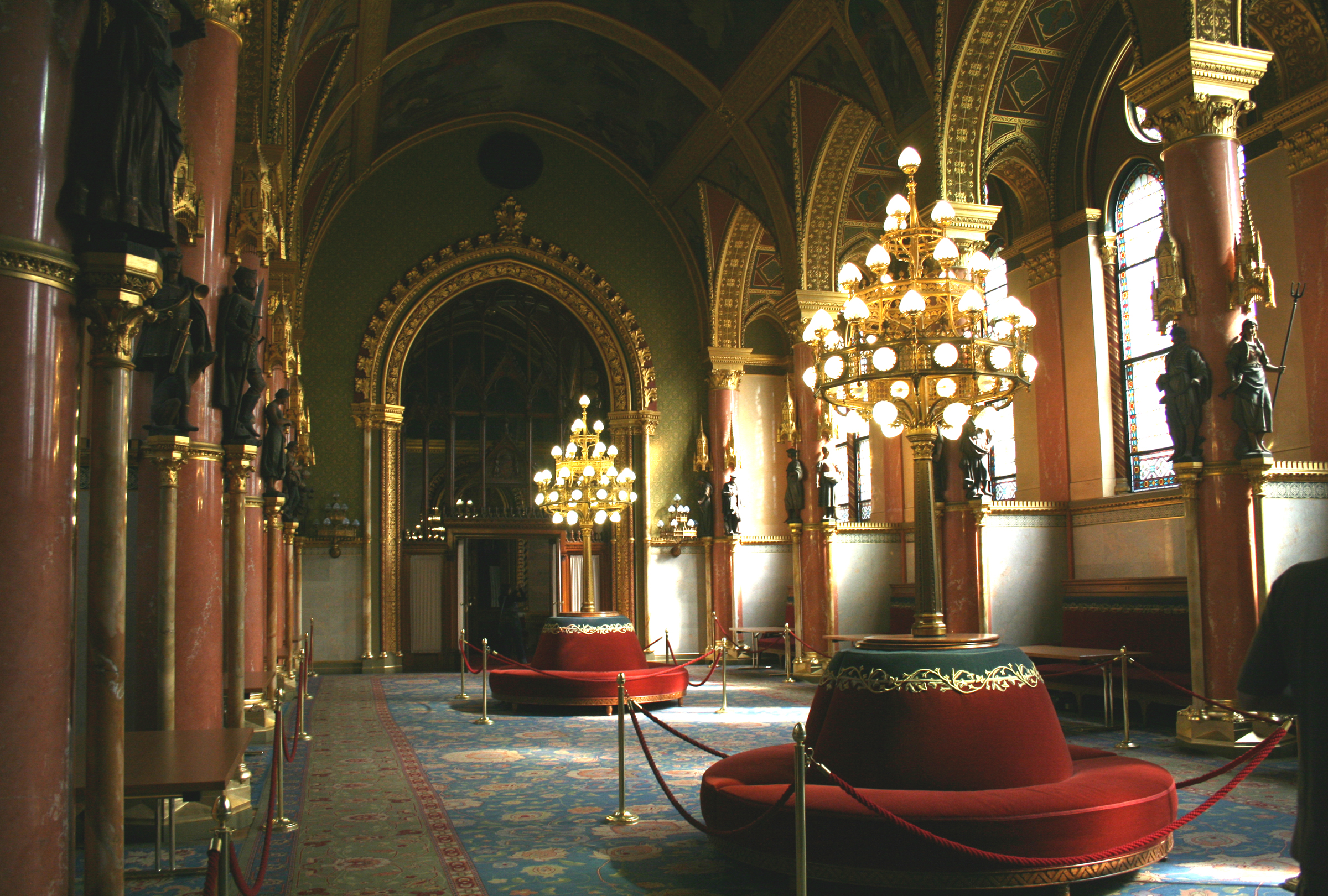
Intérieurs.
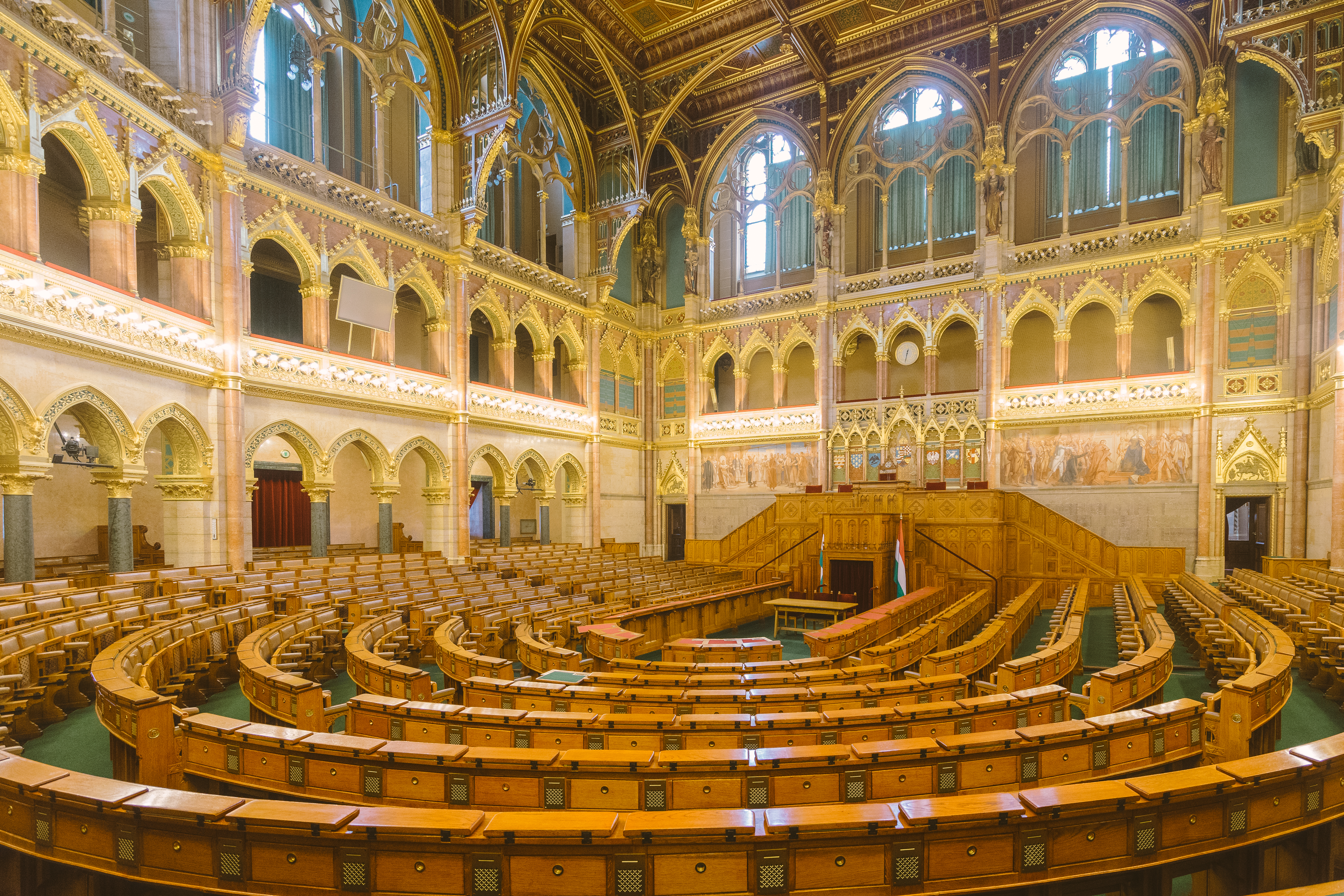
Salle de l'Assemblée nationale de Hongrie. Deux peintures de Zsigmond Vajda encadrent le pupitre du président.
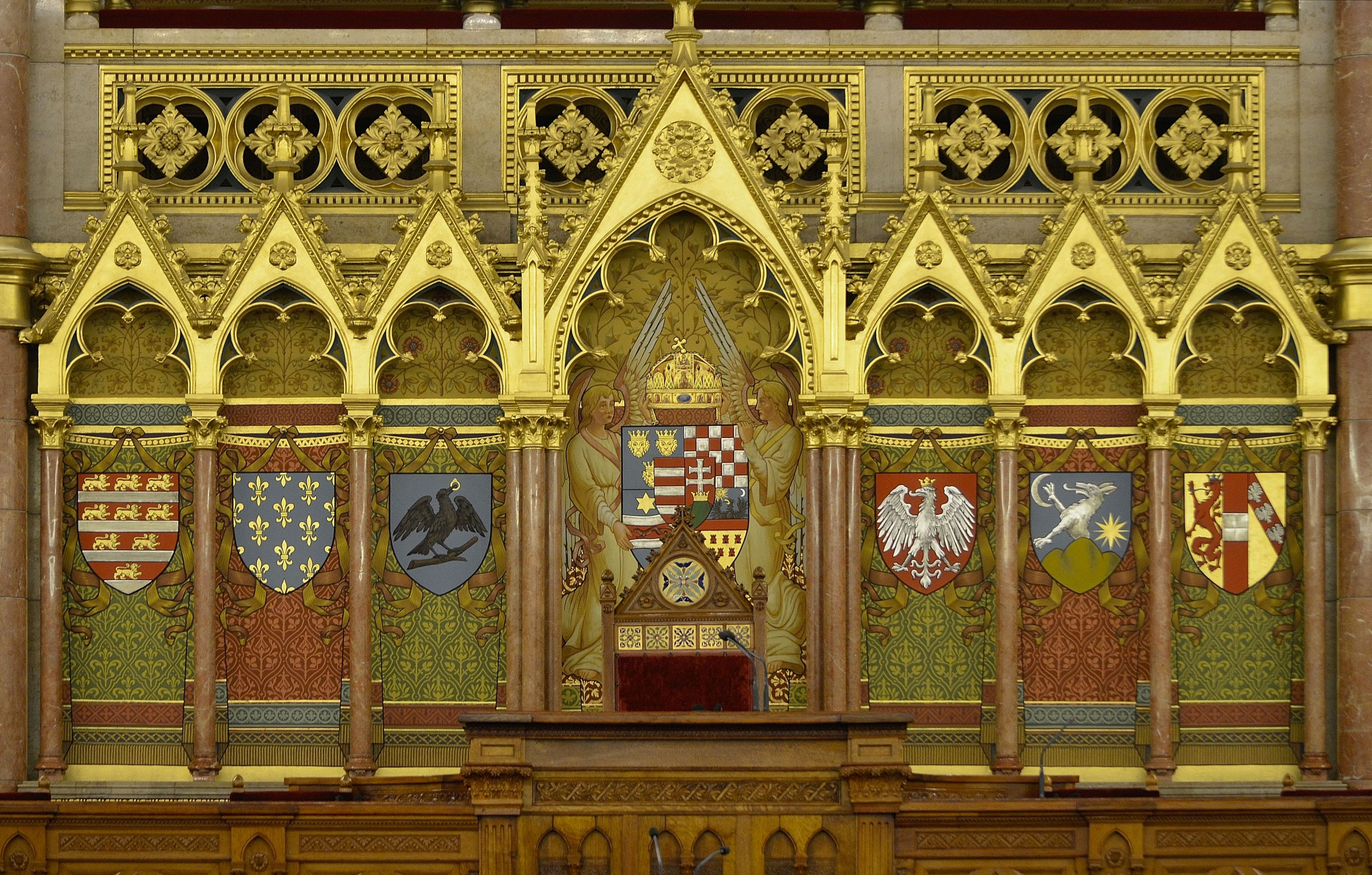
Derrière le pupitre du président de la Chambre des magnats sont représentés les blasons des principales familles ayant régné sur la Hongrie. Encadrant les armes du royaume, de gauche à droite : Arpadiens, Anjou, Hunyadi,  Jagellons, Zapolya, Habsbourg.

Devant le bâtiment se trouve la statue équestre de François II Rákóczi. Sur le côté du parlement se trouve aussi une statue du poète Attila József (1905-1937), assis tel qu'il se décrit dans son poème Au bord du Danube. La place des Martyrs (Vértanúk tere), adjacente à la place Kossuth, est décorée d'une statue d'Imre Nagy.